# Анна де Пислё (герцогиня д’Этамп)
А́нна де Пислё, герцоги́ня д’Эта́мп (фр. Anne de Pisseleu, duchesse d'Etampes; 1508—1580) — фаворитка Франциска I, сменившая красавицу графиню де Шатобриан.

## Биография
Дочь военного командира Гийома де Пислё, с 1522 года состояла фрейлиной при дворе матери Франциска I, Луизы Савойской. Король впервые её увидел в 1526 году, вернувшись из плена в Испании. Чтобы создать ей более удобное положение при дворе, Франциск выдал её замуж за Жана де Бросса, которому вернул все отобранное у его отца, а также отдал герцогства Шеврез и пожаловал титул герцога Этампа.
Современники называли Анну «белянкой белизны ослепительной», «самой красивой из ученых дам и самой ученой из красавиц». Будучи привлекательной во всех отношениях женщиной, она имела на короля большое влияние до самой его смерти. Королева Элеонора была в полном пренебрежении; Анна занимала первенствующее положение при дворе. Франциск часто советовался с ней даже о государственных делах, чем она пользовалась для того, чтобы обеспечить хорошими местами своих родственников. Она покровительствовала приверженцам реформации и во время религиозных войн брала под своё покровительство гугенотов.
В конце царствования Франциска она враждовала с Дианой де Пуатье, фавориткой наследника престола. Боясь за свою судьбу в случае смерти короля, она вступила в тайные отношения с Карлом V, чтобы заранее обеспечить себе приют в его владениях, и даже открывала ему планы Франциска I. Действительно, после смерти отца Генрих II удалил её из Парижа, отобрав предварительно для Дианы де Пуатье бриллианты, подаренные ей Франциском. Опала герцогини д’Этамп была громкой и безвозвратной. Покинув двор, проживала в поместьях мужа и приняла протестантизм. Выведена Александром Дюма в романе «Асканио» (1843) и пьесе «Бенвенуто Челлини».